# دو موریس (دهانه)
دو موریس یک دهانه برخوردی در ماه‌ است.